# 吉田早苗
吉田 早苗（よしだ さなえ、6月18日 - ）は、東海地方を中心に活動するパーソナリティ。NTB所属。

## 人物
これまで数多くの岐阜放送ラジオ（ぎふチャンラジオ）の番組に出演していることから、社員ではないながら岐阜放送の顔的存在になっており、名古屋の放送イベントで岐阜放送代表として出演したこともある。岐阜放送のイベントにも数多く顔を出しており、その気さくな人柄を垣間見ることができる。が、本人はお金持ちとの結婚を望んでいると再三放送で公言している。

## 現在の出演番組
- きょうもラジオは!? 2時6時（月曜～金曜）
- 野次馬放談ひとこと云わせて  （月曜)

この他、特番等にも出演する場合がある。

## 過去の出演番組
- きょうもそう快!BUNBUNラジオ
- 3時です！情報まる見えラジオ
- 金ちゃん・早苗の元気満タン!
- 金ちゃん・早苗の気分はごきげん！
- ハロー・早苗の気分はごきげん！
- 生活情報リズムハロー
- すこやかモーニング
- 月～金ラヂオ 2時6時
- お茶の間ステーション 2時6時

## 長時間番組の出演
AM岐阜ラジオの年越しならびに夏の30時間（32時間の場合もあり。)スペシャルに出演。パートナーは西金之助。

## 出演番組（現在・過去）のパートナー的存在
- 本地洋一（岐阜放送アナウンス部長）
  - 本地の毒舌から、吉田との丁々発止の会話が楽しめる。
- 小松肇
- 西金之助
- 伊藤春雄
- オカダミノル
- 伊藤伸久

## 旅行・ツアーについて
2006年6月、7月にカンボジア旅行を決行。

## ダジャレ
- カンボジアにいかなアカンボジア
- カンボジアにいかなイカンボジア
- 熱帯夜、ぐっすり寝たいや!（小松肇との共同考案）